# Hylemera sparsipuncta
Hylemera sparsipuncta là một loài bướm đêm trong họ Geometridae.